# Pena de morte no Uzbequistão
A pena de morte no Uzbequistão foi oficialmente abolida para todos os crimes a partir de 1º de janeiro de 2008. A decisão foi formalizada por um decreto assinado pelo então presidente Islam Karimov em 1º de agosto de 2005, estabelecendo um período de transição de três anos.
O decreto previa que a pena capital seria substituída por prisão perpétua ou por penas de longa duração. Segundo o governo, o prazo de três anos era necessário para permitir a construção de infraestrutura penitenciária adequada para receber os condenados que, anteriormente, seriam sentenciados à morte.
A última execução conhecida no país ocorreu em 2005, antes da implementação da moratória e da reforma legal.
Desde então, o Uzbequistão tem sido considerado um país abolicionista na prática e na lei, alinhando-se a uma tendência mais ampla na Ásia Central de afastamento da pena de morte.